# 네롤라
네롤라(이탈리아어: Nerola)는 이탈리아 라치오주 로마현에 위치한 코무네다.